# Japansk trane
Japansk trane (latin: Grus japonensis) er en tranefugl, der lever på Hokkaido og Manchuriet.